# Leucocrinum montanum
Leucocrinum montanum är en sparrisväxtart som beskrevs av Thomas Nuttall och Asa Gray. Leucocrinum montanum ingår i släktet Leucocrinum och familjen sparrisväxter. Inga underarter finns listade i Catalogue of Life.

## Bildgalleri

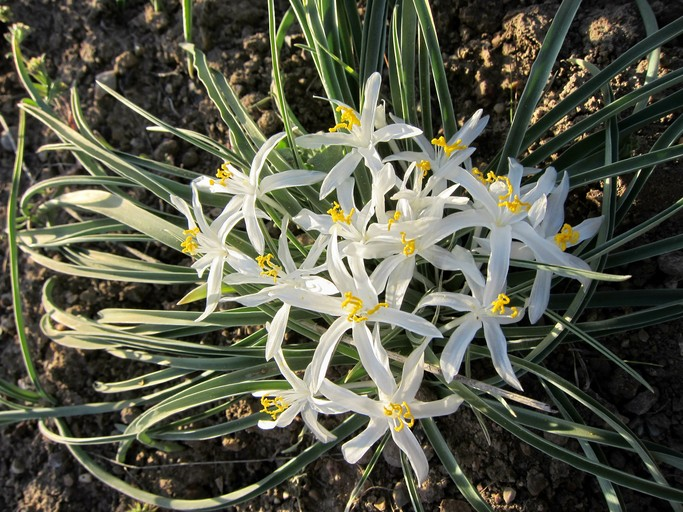
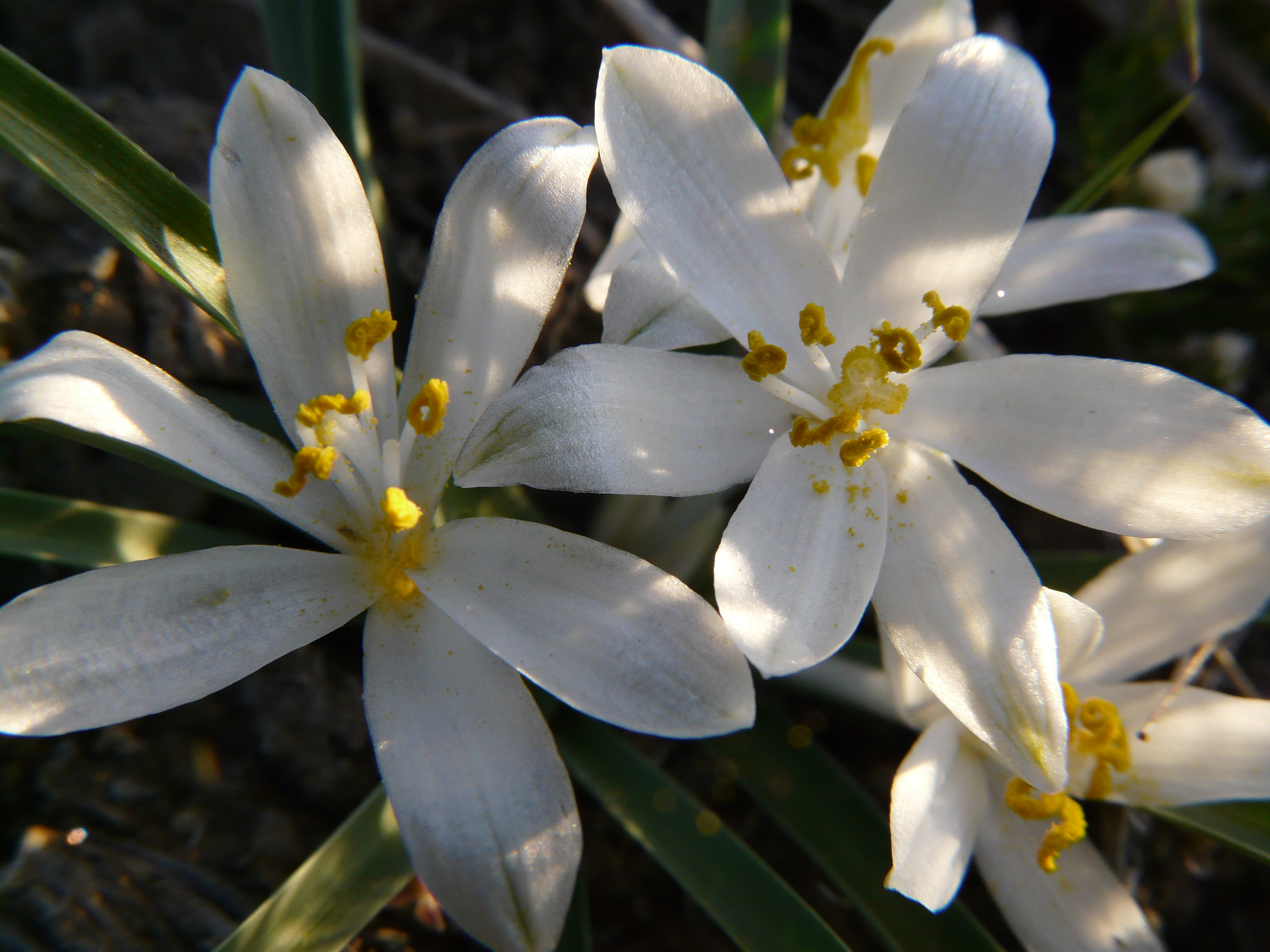